# Cymodoce japonica
Cymodoce japonica är en kräftdjursart som beskrevs av Richardson 1906. Cymodoce japonica ingår i släktet Cymodoce och familjen klotkräftor. Inga underarter finns listade i Catalogue of Life.